# Изенгард фон Фалкенщайн
Изенгард фон Фалкенщайн (на немски: Isengard von Falkenstein; * ок. 1260, Мюнценберг; † сл. 1316) е благородничка от фамилията Фалкенщайн и чрез женитба господарка на Епенщайн.

## Произход
Тя е дъщеря на Вернер I фон Фалкенщайн († 1298/1300) и втората му съпруга Матилда фон Диц († 1288), дъщеря на граф Герхард II фон Диц († 1266) и Агнес фон Сарверден († 1277). Сестра е на Филип III фон Фалкенщайн-Мюнценберг (* ок. 1257; † 9 февруари 1322).

## Фамилия
Изенгард се омъжва пр. 18 декември 1290 г. за Зигфрид, господар на Епенщайн и фогт във Ветерау († 1332), син на Готфрид III фон Епщайн. Те имат един син:
- Готфрид IV (* ок. 1290; † 1341/1342), господар на Епенщайн, женен I. за Юта († 1304/1317), II. за Лорета фон Даун-Оберщайн († сл. 1361)